# 迪士尼移動
迪士尼移動（英語：Disney Mobile）是迪士尼互動的一個部門，華特迪士尼公司的子公司，負責設計行動應用程式、內容和服務。

## 遊戲
迪士尼移動以生產iOS和Android的無數遊戲而聞名，但由於其支持團隊的局限性，它必須在發布新遊戲之前停止發行舊遊戲。 然而一些遊戲，例如《鱷魚小頑皮愛洗澡》將無限期地得到支持。

## 外部連結
- 官方網站 （页面存档备份，存于）（日語）